# Conotrachelus coronifer
Conotrachelus coronifer – gatunek chrząszcza z rodziny ryjkowcowatych.

## Zasięg występowania
Ameryka Południowa, występuje w Peru.

## Budowa ciała
Przednia krawędź pokryw znacznie szersza od przedplecza, zakończona po bokach ostrogami. Przód przedplecza zwężony. Na pokrywach podłużne garbki. Na udach ostrogi.